# Sébastien Bassong
Sébastien Bassong Nguena (ur. 9 lipca 1986 w Paryżu) – kameruński piłkarz pochodzenia francuskiego występujący na pozycji obrońcy.

## Kariera klubowa
W latach 1997–1998 Bassong grał w szkółce piłkarskiej INF Clairefontaine. W roku 2003 zaczął występować w drużynie juniorów klubu FC Metz. Do pierwszej drużyny włączony został przed sezonem 2005/2006. W drużynie tej zadebiutował 20 sierpnia 2005 roku w bezbramkowo zremisowanym pojedynku z RC Strasbourg. W swoim pierwszym sezonie w FC Metz Francuz był podstawowym zawodnikiem i wystąpił w 23 ligowych spotkaniach, jego drużyna spadła jednak do Ligue 2. 18 maja 2007 roku w przegranym 2:1 spotkaniu z RC Strasbourg Bassong zdobył swoją pierwszą bramkę, zaś cały sezon 2006/2007 zakończył z 37 występami. Ponadto wraz ze swoim klubem świętował awans do Ligue 1. W ostatnim swoim sezonie spędzonym we Francji wystąpił w 19 spotkaniach, zaś w lipcu 2008 roku przeszedł do angielskiego Newcastle United.
W nowej drużynie zadebiutował 26 sierpnia w wygranym 3:2 meczu Pucharu Ligi z Coventry City. W Premier League swój pierwszy występ zaliczył natomiast 30 sierpnia w spotkaniu z Arsenalem Londyn przegranym przez jego drużynę 3:0. W Newcastle United Bassong był jednym z podstawowych zawodników i sezon 2008/2009 zakończył z 30 ligowymi występami. Jego zespół spadł jednak z Premier League.
6 sierpnia 2009 roku przeszedł do Tottenhamem Hotspur. Zadebiutował tam 16 sierpnia w ligowym meczu z Liverpoolem. Tottenham wygrał 2:1 a on zdobył jedną z bramek.
31 stycznia 2012 roku został wypożyczony do końca sezonu do Wolverhampton Wanderers.
21 sierpnia 2012 podpisał trzyletni kontrakt z Norwich City. W sezonie 2012/13 został wybrany graczem roku w klubie.

## Kariera reprezentacyjna
Bassong rozegrał 2 mecze dla reprezentacji Francji do lat 21. Ostatecznie zdecydował się jednak na grę dla reprezentacji Kamerunu. Zadebiutował w niej 12 sierpnia 2009 roku w zwycięskim 2:0 meczu z Austrią.